# Чемпионат мира по дзюдо 2019

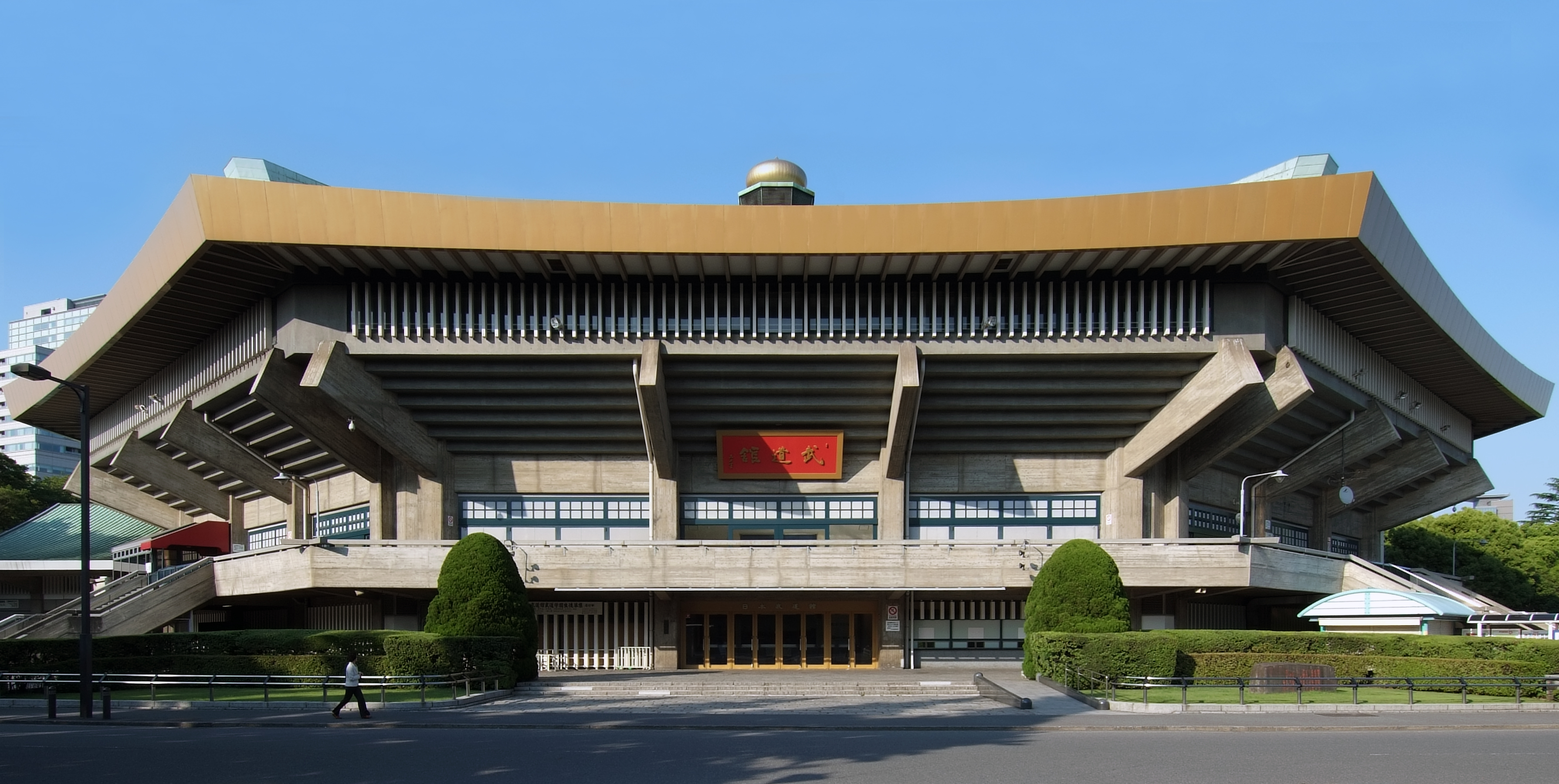
Дворец спорта «Ниппон Будокан», в котором проходили соревнования.

33-й чемпионат мира по дзюдо проходил с 25 августа по 1 сентября 2019 года в столице Японии Токио. Соревнования проводились в зале Ниппон Будокан. Разыграны 15 комплектов наград. Это был последний чемпионат мира перед Олимпийскими играми 2020 года.

## Расписание соревнований
Дано местное время (UTC+9).
| Дата       | Время               | Категория                        |
| ---------- | ------------------- | -------------------------------- |
| 25 августа | 10:00 Финал — 16:00 | Мужчины, до 60 кг                |
| 25 августа | 10:00 Финал — 16:00 | Женщины, до 48 кг                |
| 26 августа | 10:00 Финал — 16:00 | Мужчины, до 66 кг                |
| 26 августа | 10:00 Финал — 16:00 | Женщины, до 52 кг                |
| 27 августа | 10:00 Финал — 16:00 | Мужчины, до 73 кг                |
| 27 августа | 10:00 Финал — 16:00 | Женщины, до 57 кг                |
| 28 августа | 10:00 Финал — 16:00 | Мужчины, до 81 кг                |
| 28 августа | 10:00 Финал — 16:00 | Женщины, до 63 кг                |
| 29 августа | 10:00 Финал — 16:00 | Мужчины, до 90 кг                |
| 29 августа | 10:00 Финал — 16:00 | Женщины, до 70 кг                |
| 30 августа | 10:00 Финал — 16:00 | Мужчины, до 100 кг               |
| 30 августа | 10:00 Финал — 16:00 | Женщины, до 78 кг                |
| 31 августа | 10:00 Финал — 16:00 | Мужчины, свыше 100 кг            |
| 31 августа | 10:00 Финал — 16:00 | Женщины, свыше 78 кг             |
| 1 сентября | 09:00               | Смешанные командные соревнования |

## Медалисты

### Мужчины
| Весовая категория | Золото                     | Серебро                          | Бронза                       |
| ----------------- | -------------------------- | -------------------------------- | ---------------------------- |
| До 60 кг          | Лукум Чхвимиани Грузия     | Шарафуддин Лутфиллаев Узбекистан | Елдос Сметов Казахстан       |
| До 60 кг          | Лукум Чхвимиани Грузия     | Шарафуддин Лутфиллаев Узбекистан | Рюдзю Нагаяма Япония         |
| До 66 кг          | Дзёсиро Маруяма Япония     | Ким Ним Хван Республика Корея    | Хифуми Абэ Япония            |
| До 66 кг          | Дзёсиро Маруяма Япония     | Ким Ним Хван Республика Корея    | Денис Виеру Молдавия         |
| До 73 кг          | Сёхэй Оно Япония           | Рустам Оруджев Азербайджан       | Хидаят Гейдаров Азербайджан  |
| До 73 кг          | Сёхэй Оно Япония           | Рустам Оруджев Азербайджан       | Денис Ярцев Россия           |
| До 81 кг          | Саги Муки Израиль          | Маттиас Кассе Бельгия            | Антуан Валуа-Фортье Канада   |
| До 81 кг          | Саги Муки Израиль          | Маттиас Кассе Бельгия            | Лука Майсурадзе Грузия       |
| До 90 кг          | Ноэл ван т' Энд Нидерланды | Сёитиро Мукай Япония             | Аксель Клерже Франция        |
| До 90 кг          | Ноэл ван т' Энд Нидерланды | Сёитиро Мукай Япония             | Неманья Майдов Сербия        |
| До 100 кг         | Жорже Фонсека Португалия   | Нияз Ильясов Россия              | Михаэль Коррел Нидерланды    |
| До 100 кг         | Жорже Фонсека Португалия   | Нияз Ильясов Россия              | Аарон Вольф Япония           |
| Свыше 100 кг      | Лукаш Крпалек Чехия        | Хисаёси Харасава Япония          | Ким Минджон Республика Корея |
| Свыше 100 кг      | Лукаш Крпалек Чехия        | Хисаёси Харасава Япония          | Рой Мейер Нидерланды         |

### Женщины
| Весовая категория | Золото                    | Серебро                 | Бронза                               |
| ----------------- | ------------------------- | ----------------------- | ------------------------------------ |
| До 48 кг          | Дарья Белодед Украина     | Фуна Тонаки Япония      | Мунхбатын Уранцэцэг Монголия         |
| До 48 кг          | Дарья Белодед Украина     | Фуна Тонаки Япония      | Дистрия Красники Республика Косово   |
| До 52 кг          | Ута Абэ Япония            | Наталья Кузютина Россия | Майлинда Кельменди Республика Косово |
| До 52 кг          | Ута Абэ Япония            | Наталья Кузютина Россия | Аи Сисимэ Япония                     |
| До 57 кг          | Криста Дегучи Канада      | Цукаса Ёсида Япония     | Юлия Ковальчик Польша                |
| До 57 кг          | Криста Дегучи Канада      | Цукаса Ёсида Япония     | Рафаэла Силва Бразилия               |
| До 63 кг          | Кларисс Агбеньену Франция | Мику Тасиро Япония      | Мартина Трайдос Германия             |
| До 63 кг          | Кларисс Агбеньену Франция | Мику Тасиро Япония      | Юул Франссен Нидерланды              |
| До 70 кг          | Мари-Ив Гайе Франция      | Барбара Тиму Португалия | Салли Конвэй Великобритания          |
| До 70 кг          | Мари-Ив Гайе Франция      | Барбара Тиму Португалия | Марго Пино Франция                   |
| До 78 кг          | Мадлен Малонга Франция    | Сори Хамада Япония      | Лориана Кука Республика Косово       |
| До 78 кг          | Мадлен Малонга Франция    | Сори Хамада Япония      | Майра Агиар Бразилия                 |
| Свыше 78 кг       | Акира Сонэ Япония         | Идалис Ортис Куба       | Кайра Сайит Турция                   |
| Свыше 78 кг       | Акира Сонэ Япония         | Идалис Ортис Куба       | Сара Асахина Япония                  |

### Командное первенство
| Дисциплина           | Золото | Серебро | Бронза   |
| -------------------- | --- | ------- | -------- |
| Командное первенство | Япония · Тидзуру Араи · Сори Хамада · Хисаёси Харасава · Соити Хасимото · Кокоро Кагеура · Сёитиро Мукай · Сансиро Мурау · Сёхэй Оно · Ёко Оно · Акира Сонэ · Момо Тамаоки · Цукаса Ёсида | Франция | Россия   |
| Командное первенство | Япония · Тидзуру Араи · Сори Хамада · Хисаёси Харасава · Соити Хасимото · Кокоро Кагеура · Сёитиро Мукай · Сансиро Мурау · Сёхэй Оно · Ёко Оно · Акира Сонэ · Момо Тамаоки · Цукаса Ёсида | Франция | Бразилия |

## Медальный зачёт
(Жирным выделено самое большое количество медалей в своей категории; принимающая страна также выделена)
| Общее количество медалей | Общее количество медалей | Общее количество медалей | Общее количество медалей | Общее количество медалей | Общее количество медалей |
| Место                    | Страна                   | Золото                   | Серебро                  | Бронза                   | Всего                    |
| ------------------------ | ------------------------ | ------------------------ | ------------------------ | ------------------------ | ------------------------ |
| 1                        | Япония                   | 5                        | 6                        | 5                        | 16                       |
| 2                        | Франция                  | 3                        | 1                        | 2                        | 6                        |
| 3                        | Португалия               | 1                        | 1                        | 0                        | 2                        |
| 4                        | Нидерланды               | 1                        | 0                        | 3                        | 4                        |
| 5                        | Грузия                   | 1                        | 0                        | 1                        | 2                        |
| 5                        | Канада                   | 1                        | 0                        | 1                        | 2                        |
| 7                        | Израиль                  | 1                        | 0                        | 0                        | 1                        |
| 7                        | Украина                  | 1                        | 0                        | 0                        | 1                        |
| 7                        | Чехия                    | 1                        | 0                        | 0                        | 1                        |
| 10                       | Россия                   | 0                        | 2                        | 2                        | 4                        |
| 11                       | Азербайджан              | 0                        | 1                        | 1                        | 2                        |
| 11                       | Республика Корея         | 0                        | 1                        | 1                        | 2                        |
| 13                       | Узбекистан               | 0                        | 1                        | 0                        | 1                        |
| 13                       | Бельгия                  | 0                        | 1                        | 0                        | 1                        |
| 13                       | Куба                     | 0                        | 1                        | 0                        | 1                        |
| 16                       | Косово                   | 0                        | 0                        | 3                        | 3                        |
| 16                       | Бразилия                 | 0                        | 0                        | 3                        | 3                        |
| 18                       | Монголия                 | 0                        | 0                        | 1                        | 1                        |
| 18                       | Казахстан                | 0                        | 0                        | 1                        | 1                        |
| 18                       | Молдова                  | 0                        | 0                        | 1                        | 1                        |
| 18                       | Польша                   | 0                        | 0                        | 1                        | 1                        |
| 18                       | Германия                 | 0                        | 0                        | 1                        | 1                        |
| 18                       | Великобритания           | 0                        | 0                        | 1                        | 1                        |
| 18                       | Сербия                   | 0                        | 0                        | 1                        | 1                        |
| 18                       | Турция                   | 0                        | 0                        | 1                        | 1                        |
| Всего                    | Всего                    | 15                       | 15                       | 30                       | 60                       |